# Timmins—Baie James (circonscription provinciale)
Circonscription électorale provinciale du Canada
Timmins—Baie James est une ancienne circonscription provinciale de l'Ontario représentée à l'Assemblée législative de 1999 à 2018.
La circonscription comprenait l'extrême est du district de Kenora, le district de Cochrane à l'exception de la partie centre-ouest, le district de Timiskaming à l'exception de la partie sud-est et la partie sud de la ville de Timmins.

## Historique
| Législature                                                         | Années                                                    | Député                                                    | Député                                                    | Parti                                                     |
| Circonscription issue de Cochrane-Nord et de Cochrane-Sud           | Circonscription issue de Cochrane-Nord et de Cochrane-Sud | Circonscription issue de Cochrane-Nord et de Cochrane-Sud | Circonscription issue de Cochrane-Nord et de Cochrane-Sud | Circonscription issue de Cochrane-Nord et de Cochrane-Sud |
| ------------------------------------------------------------------- | --------------------------------------------------------- | --------------------------------------------------------- | --------------------------------------------------------- | --------------------------------------------------------- |
| 37e                                                                 | 1999–2003                                                 |                                                           | Gilles Bisson                                             | Nouveau Parti démocratique                                |
| 38e                                                                 | 2003–2007                                                 |                                                           | Gilles Bisson                                             | Nouveau Parti démocratique                                |
| 39e                                                                 | 2007–2011                                                 |                                                           | Gilles Bisson                                             | Nouveau Parti démocratique                                |
| 40e                                                                 | 2011–2014                                                 |                                                           | Gilles Bisson                                             | Nouveau Parti démocratique                                |
| 41e                                                                 | 2014–2018                                                 |                                                           | Gilles Bisson                                             | Nouveau Parti démocratique                                |
| Circonscription dissoute, voir Timmins et de Mushkegowuk—Baie James |                                                           |                                                           |                                                           |                                                           |